# Distribució mostral
En estadística, una distribució de mostreig o de distribució limitada de la mostra és la distribució de probabilitat d'una estadística donada sobre la base d'una mostra aleatòria. Les distribucions mostrals són importants en les estadístiques perquè proporcionen una important simplificació abans d'utilitzar la inferència estadística. Concretament, permeten que consideracions analítiques estiguin basades en la distribució de probabilitat d'un estadístic, i no en la distribució conjunta de tots els valors mostrals individuals.